# Der Kinoerzähler
Der Kinoerzähler ist ein deutscher Spielfilm von Bernhard Sinkel mit Armin Mueller-Stahl in der Titelrolle. Die Geschichte basiert auf dem gleichnamigen Roman von Gert Hofmann.

## Handlung
Irgendwo in der deutschen Provinz: Der Kinoerzähler hat rund um das Jahr 1930 einen aussterbenden Beruf. Dies ist um so tragischer, weil er das, was er betreibt, mit Leidenschaft tut: Der alternde Mann spricht zu den gezeigten Stummfilmen live die Texte ein und untermalt manche Szenen mit eigener Musik, dem Geigenspiel. Doch nun klopft ein neues Zeitalter an die Portale des „Apollo“-Lichtspieltheaters, und das bedeutet nichts gutes für den Kinoerzähler: Der Tonfilm begehrt Einlass, und dies läutet das Ende seiner Profession ein. Für Gattin Marie, die für das Leben ihres Mannes im Schattenreich flimmernder Bilder nie allzu viel übrig hatte und sich häufig mit ihm streitet, ist dieser Verlust hingegen bedeutungslos. Kinoeigner Theilhaber stellt bald ganz auf Tonfilm um und benötigt den Kinoliebhaber nicht mehr, sodass der alte Mann mit dem toten Beruf bald auf der Straße sitzt. Wenigstens ist seine deutlich jüngere Geliebte Marga noch auf seiner Seite, doch die kann dem Kinoerzähler auch keinen neuen Job besorgen. Das Geld ist knapp, und bald lastet alle Hoffnung auf Tochter Klara, die sich an den Hausbesitzer ranmachen soll, um wenigstens die Miete reduzieren zu können.
Seinen größten Trost findet der Kinoerzähler in seinem kleinen Enkel Paul. Beide sind unzertrennlich. Mit dem Jungen im Schlepptau reist er nach Potsdam-Babelsberg, mit der Absicht einen letzten, geradezu rührend-naiven Versuch zu unternehmen, das Unabwendbare doch noch irgendwie abzuwenden: Nämlich die mächtigen Filmschaffenden davon zu überzeugen, dass sich der Tonfilm à la longue nicht durchsetzen werde und man sich dem Niedergang der (stummen) Filmkunst entgegenstemmen müsse. Der Kinoerzähler wird gar nicht erst vorgelassen, trifft aber dort auf Pauls Vater, der in Grandezza auf einem Schimmel herangaloppiert. Der hatte einst Klara mit dem Jungen sitzengelassen und ist heute ein erfolgreicher Schauspieler – ausgerechnet beim Tonfilm. Als Pauls Opa sieht, wie sehr der Junge vom Glitzer-Leben des eigenen Erzeugers vor der Kamera und den Mikrofonen fasziniert ist, weiß der alte Mann, dass er nun endgültig verloren hat.
Als die Nationalsozialisten durch die Straßen marschieren, keimt beim Kinoerzähler noch einmal kurz Hoffnung auf. Wird die Hitler-Regierung womöglich den Stummfilm als hohe Kunst wiederentdecken und fördern? Doch die Realitäten sehen anders aus. Das „Apollo“-Lichtspieltheater geht aufgrund einer leicht entflammbare Filmrollenkopie auf Nitrobasis in Flammen auf und brennt bis auf die Grundmauern nieder, der jüdische Kinobesitzer Theilhaber expatriiert: Die Behörden schließend ihn kurzerhand aus der „arisch-deutschen“ Gesellschaft aus.

## Produktionsnotizen
Der Kinoerzähler entstand im Dezember 1992 in Potsdam und Werder und wurde am 8. September 1993 auf dem Filmfest in Toronto uraufgeführt. Die deutsche Premiere fand am 27. Oktober 1993 im Rahmen der Hofer Filmtage statt. Der Film entstand in Zusammenarbeit mit dem ZDF. Die Fernsehpremiere fand auf diesem Sender exakt drei Jahre später statt.
Eberhard Junkersdorf trat als Co-Produzent in Erscheinung, Norbert Schneider, Wolfgang Tumler und Udo Heiland übernahmen die Herstellungsleitung, Günter Fenner die Produktionsleitung. Götz Weidner entwarf die Filmbauten, Barbara Baum die Kostüme. Olaf Schiefner zeichnete für die Ausstattung verantwortlich.

## Kritiken
Der Spiegel schrieb: “Werke der Liebe, das gilt für Geißendörfers „Justiz“ wie für Sinkels „Kinoerzähler“, sind sich selbst genug. Es sind Zeugnisse einer Grabmalskunst, von der nur noch die Subventionssponsoren hoffen, daß sie, falls nicht daheim im Kino, so doch auf fernen Festivals oder in Goethe-Instituten für den deutschen Film gute Figur machen.”
Cinema nannte den Film “ein beschauliches Stück Nostalgie; eine liebevolle Hommage an Schattenbilder aus einer Zeit, die nur noch in Schattengedanken existiert.”
Im Filmdienst heißt es: „Romanverfilmung, die das Kino als magischen Ort beschwört, aber in der Verschränkung von Zeit-, Film- und Lebensgeschichte allzu konstruiert wirkt. Sympathisch durch den Versuch, sich gegen das „erblindende Zuschauen“ heutiger Bilderflut zu behaupten, enttäuschend durch die altbackene Inszenierung.“